# Sankt Nikolaus kyrka, Sevca
Sankt Nikolaus kyrka (serbisk kyrilliska: Црква Светог Николе; latinska: Crkva Svetog Nikole) är en serbisk-ortodox kyrkobyggnad belägen i byn Sevca i kommunen Štrpce, i södra Kosovo.
Kyrkan är helgad åt Sankt Nikolaus av Myra och tillhör Raškas och Prizrens stift.

## Bilder

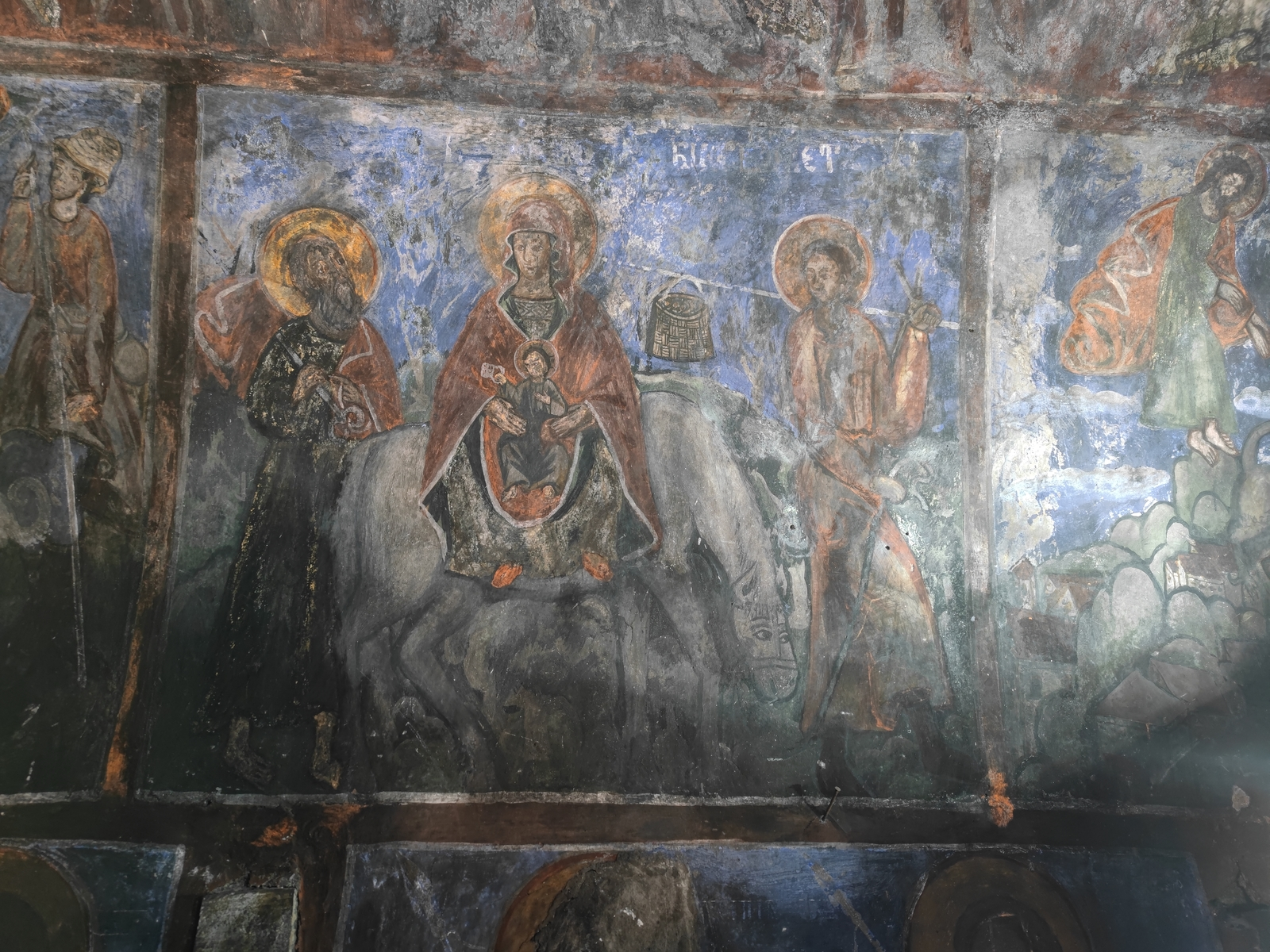
Fresker på insidan.
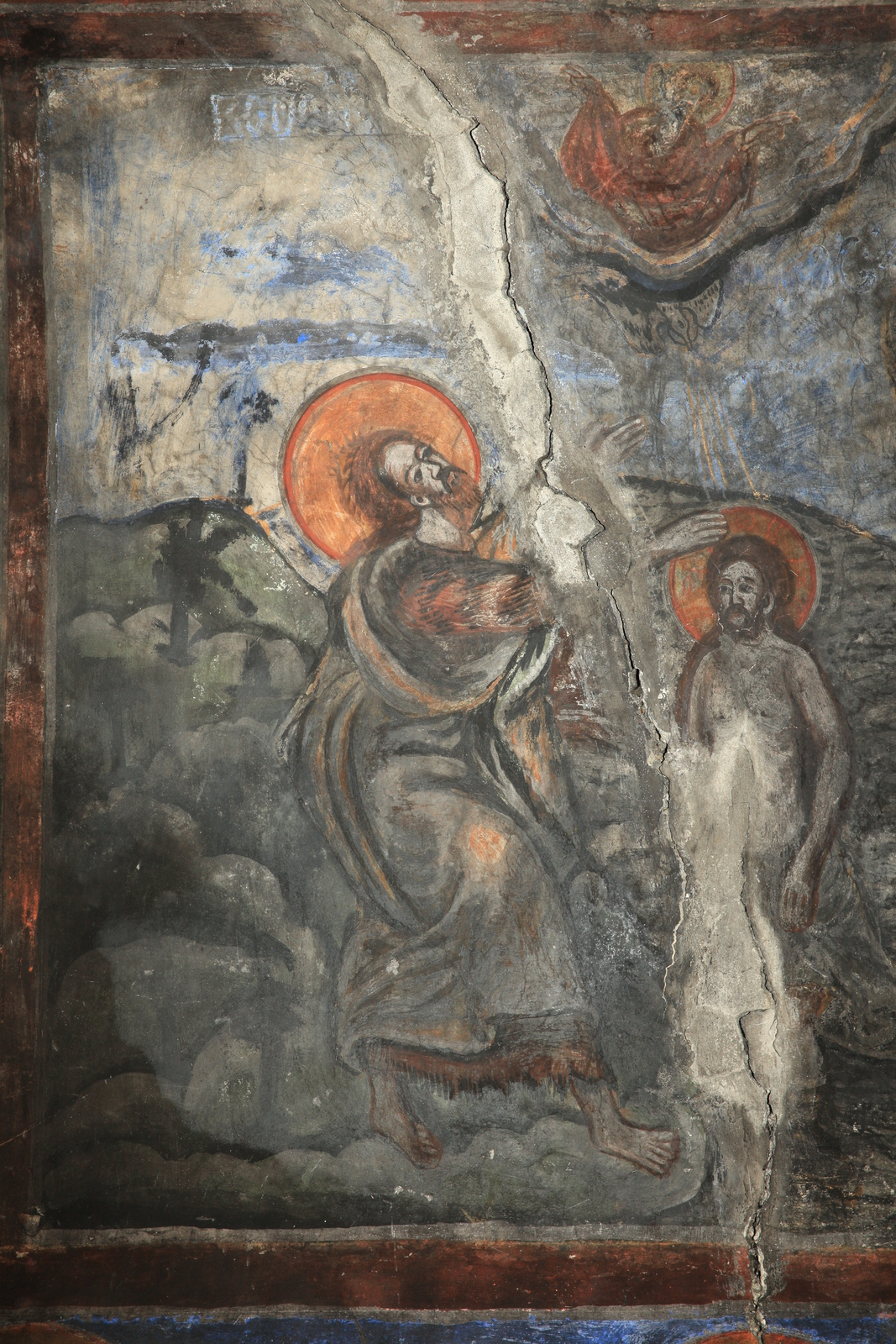
Fresk föreställande Kristi dop.
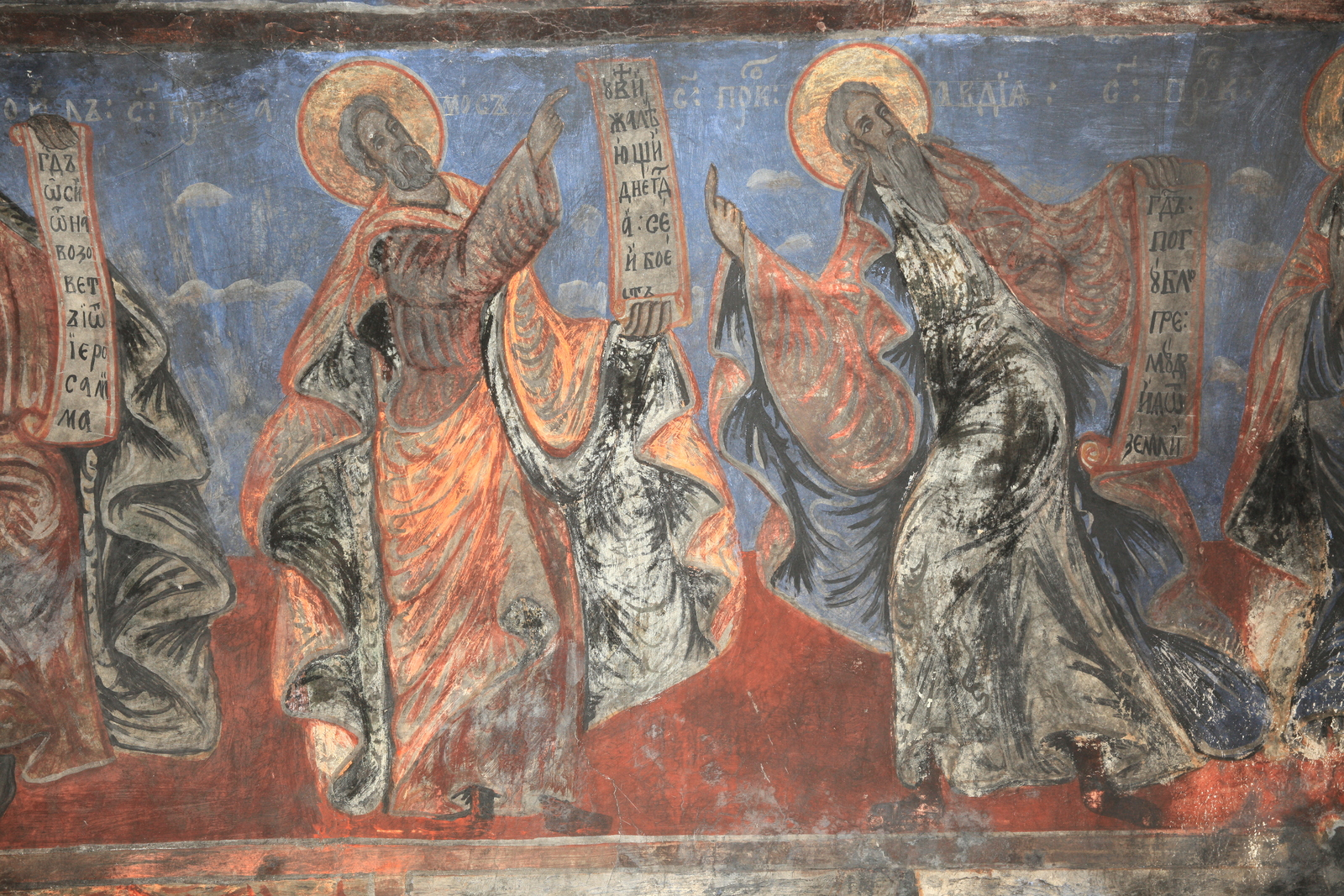
Fresk.